# Bufalo Bill/Atlantide
| Recensione | Giudizio       |
| ---------- | -------------- |
| Ondarock   | Pietra miliare |

Bufalo Bill/Atlantide è un singolo  del cantautore italiano Francesco De Gregori, pubblicato nel 1976. Le due canzoni sono estratte dall'album Bufalo Bill.

## Descrizione
La copertina del 45 giri ripropone il medesimo tema dell'album dal quale è estratto, un ritratto di Gil Elvgren dal titolo Aiming to Please, preso da una rivista statunitense del 1948.

## I brani

### Bufalo Bill

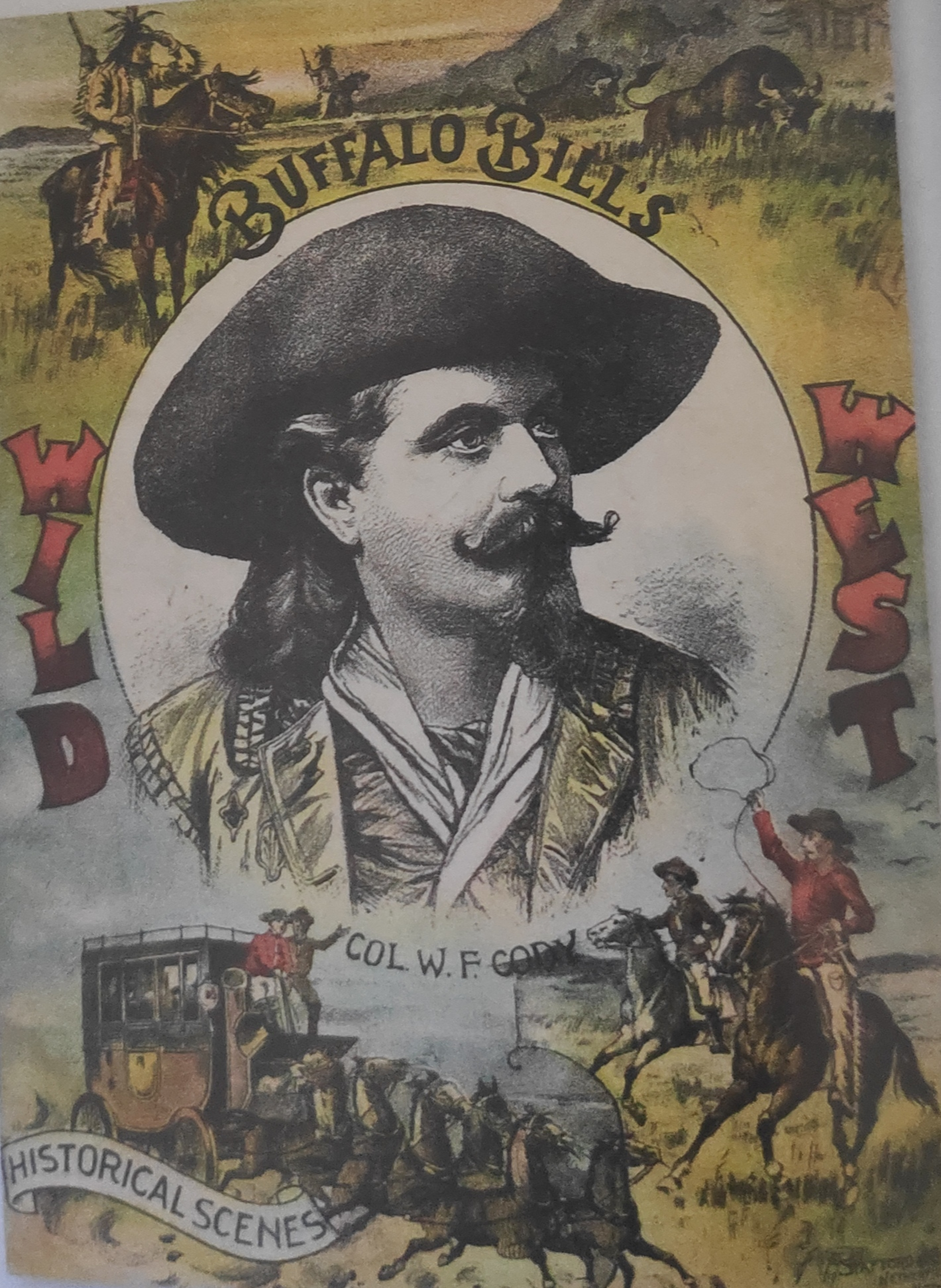
Immagine fotografata della locandina dell'associazione circense di cui faceva parte anche Bufalo Bill, insieme a veri cowboy ed indiani d'America

Come ha raccontato De Gregori, l'idea per la canzone gli venne vedendo un disegno di Otto Dix, Buffalo Bill al circo; De Gregori ha citato anche come ispirazione il film La ballata di Cable Hogue di Sam Peckinpah, dal quale ha tratto la figura del «personaggio del West al tramonto che viene schiacciato dalla prima automobile», quest'ultima simboleggiata nel brano dal personaggio di «Culo di Gomma famoso meccanico». In quanto alla scelta di questo nome, così lo ha spiegato il cantautore:

### Atlantide
Canzone che descrive alcune immagini evocative, su una musica lenta, il cui arrangiamento risente dell'influsso di Three angels di Bob Dylan (da questi incisa nell'album New Morning del 1970). Si narra di un uomo che, non avendo inseguito il suo sogno d'amore, decide di andare a vivere isolato da tutti, appunto «ad Atlantide», ovvero in un posto distaccato dalla realtà; nel frattempo conosce un'altra donna, con cui decide di rimanere assieme, seppure questa non lo soddisfi come la sua precedente amata. È forse in tal senso che egli, alla fine, pronuncia la famosa frase «Ditele che l'ho perduta quando l'ho capita, ditele che la perdono... per averla tradita», ritenendo che, da un certo punto di vista, la responsabilità di questo "tradimento" sia, in parte, anche  di lei, che ci ha messo troppo tempo ad aprirsi con lui; ma ciononostante, lui non gliene fa una colpa e la perdona per questo.
De Gregori ha raccontato di averla scritta alle cinque di mattina, aspettando di partire in aereo con Michele Mondella per uno spettacolo da fare a Catania.

## Tracce

### Lato A
1. Bufalo Bill – 4:29 (Francesco de Gregori)

### Lato B
1. Atlantide – 3:41 (Francesco de Gregori)

## Musicisti
- Mario Scotti - basso
- Roberto "Bob Rose" Rosati - chitarra
- Carlo Felice Marcovecchio - batteria
- Antonio "Toto" Torquati - organo Hammond
- Ivan Graziani - chitarra in Bufalo Bill[senza fonte]